# Halle Open 2019
L'Halle Open 2019, conosciuto anche come Noventi Open e in precedenza come Gerry Weber Open per motivi di sponsorizzazione, è stato un torneo di tennis giocato sull'erba. È stata la 27ª edizione del torneo facente della categoria ATP World Tour 500 series nell'ambito dell'ATP Tour 2019. Si è giocato al Gerry Weber Stadion di Halle in Germania, dal 17 al 23 giugno 2019.

## Partecipanti

### Testa di serie
| Nazionalità | Giocatore             | Ranking* | Testa di serie |
| ----------- | --------------------- | -------- | -------------- |
| Svizzera    | Roger Federer         | 3        | 1              |
| Germania    | Alexander Zverev      | 5        | 2              |
| Russia      | Karen Khachanov       | 9        | 3              |
| Croazia     | Borna Ćorić           | 14       | 4              |
| Francia     | Gaël Monfils          | 16       | 5              |
| Georgia     | Nikoloz Basilašvili   | 17       | 6              |
| Spagna      | Roberto Bautista Agut | 20       | 7              |
| Argentina   | Guido Pella           | 22       | 8              |

* Ranking al 10 giugno 2019.

### Altri partecipanti
I seguenti giocatori hanno ricevuto una wild card per il tabellone principale:
- Peter Gojowczyk
- Rudolf Molleker
- Jo-Wilfried Tsonga

I seguenti giocatori sono passati dalle qualificazioni:

- Mats Moraing
- Andreas Seppi
- João Sousa
- Sergiy Stakhovsky

Il seguente giocatore è entrato in tabellone come lucky loser:
- Miomir Kecmanović

### Ritiri
Prima del torneo
- Pablo Carreño Busta → sostituito da  Jaume Munar
- Damir Džumhur → sostituito da  Miomir Kecmanović
- Dominic Thiem → sostituito da  Taylor Fritz

Durante il torneo
- Borna Ćorić

## Punti e montepremi
| Torneo    | Torneo              | V       | F       | SF      | QF     | 2T     | 1T     | Q  | Q2    | Q1    |
| Singolare | Punti               | 500     | 300     | 180     | 90     | 45     | 0      | 20 | 10    | 0     |
| Singolare | Premi in denaro (€) | 429.995 | 215.940 | 108.965 | 57.260 | 28.620 | 15.830 | –  | 6.090 | 3.045 |
| Doppio    | Punti               | 500     | 300     | 180     | 90     | –      | 0      | –  | –     | –     |
| Doppio    | Premi in denaro (€) | 135.090 | 66.130  | 33.170  | 17.020 | –      | 8.790  | –  | –     | –     |

## Campioni

### Singolare
Roger Federer ha sconfitto in finale  David Goffin con il punteggio di 7–6(2), 6-1.
- È il centoduesimo titolo in carriera per Federer, terzo della stagione e decimo ad Halle.

### Doppio
Raven Klaasen /  Michael Venus hanno sconfitto in finale  Łukasz Kubot /  Marcelo Melo con il punteggio di 4-6, 6-3, [10-4].